# Richard Johnson
Richard Mentor Johnson (ur. 17 października 1780, zm. 19 listopada 1850) – amerykański polityk.
W swojej karierze politycznej między innymi reprezentował stan Kentucky w Izbie Reprezentantów Stanów Zjednoczonych i Senacie Stanów Zjednoczonych, a także był 9. wiceprezydentem Stanów Zjednoczonych.